# Premiere i helvede
Premiere i helvede er en dansk film fra 1964, instrueret og skrevet af Peer Guldbrandsen.

## Medvirkende
- Preben Lerdorff Rye
- Karen Marie Løwert
- Hanne Borchsenius
- Astrid Villaume
- Lotte Tarp
- Karl Stegger
- Edouard Mielche
- Axel Strøbye
- Jeanne Darville
- Vera Gebuhr
- Kjeld Jacobsen
- Carl Ottosen
- Bendt Rothe
- Bertel Lauring
- Palle Huld
- Tove Bang
- Ebba Amfeldt
- Elsa Kourani
- Miskow Makwarth
- Lone Lindorff